# إيفان وينستانلى
إيفان وينستانلى (بالإنجليزية: Ivan Winstanley)‏ هو لاعب كرة قدم جنوب أفريقي في مركز الدفاع، ولد في 25 أغسطس 1976. لعب مع بيدفيست ويتس وكايزر تشيفز وموروكا سوالوز.